# Pešćenica Vinička
Pešćenica Vinička – wieś w Chorwacji, w żupanii varażdińskiej, w gminie Vinica. W 2011 roku liczyła 125 mieszkańców.